# Eine Generation
Eine Generation ist ein polnischer Spielfilm aus dem Jahre 1955. Der Film ist das Kinodebüt von Regisseur Andrzej Wajda.

## Handlung
Der Film spielt während der deutschen Besatzung während des Zweiten Weltkrieges in Polen. Er erzählt die Geschichte von Jugendlichen, die in dieser schweren Zeit erwachsen werden. Der Protagonist Stach arbeitet in einer Schreinerei, die Betten für die deutschen Konzentrationslager herstellt. Dort bekommt er Kontakt mit Aktivisten der Armia Krajowa. Außerdem lernt er dort den kommunistischen Arbeiter Sekuła kennen, der sich in der Gwardia Ludowa, einem Vorläufer der Armia Ludowa, engagiert. Von Sekuła wird Stach in die Ziele der Kommunisten eingewiesen. Die Nazis haben ein komplettes Lehrverbot für Polen erlassen. Viele Jugendliche dieser Zeit sehen keinen Sinn darin, sich weiter auszubilden. Sekuła macht Stach jedoch klar, wie wichtig eine gute Ausbildung für den Aufbau eines zukünftigen Polens ist, das den Faschismus und den Kapitalismus besiegt hat. Stach beginnt wieder zu lernen, trifft bei den Untergrundstudien die hübsche Dorota und verliebt sich in sie. Dorota ist eine engagierte Jugendführerin im Untergrund. Stach folgt ihr und versucht, einen Freund zu überreden, sich der Gruppe anzuschließen. Als im Warschauer Ghetto der Aufstand ausbricht, sollen Stach und seine Freunde eine Gruppe Juden aufnehmen und ihnen helfen. Die Übermacht der deutschen Soldaten bringt Stach und seine Freunde in arge Bedrängnis. Jasio Krone wird von den Deutschen verfolgt und sieht in einem Treppenhaus umzingelt nur noch den Ausweg des Selbstmordes. Stach versteckt sich die Nacht über bei Dorota. Am nächsten Morgen versucht Dorota, Brot zu organisieren, und wird von der Gestapo verhaftet. Nach dem verlorenen Aufstand im Ghetto und der Verhaftung Dorotas übernimmt Stach ihre Aufgaben und baut eine neue Widerstandsgruppe gegen die Nazis auf.

## Hintergrund
Andrzej Wajdas Debütfilm ist ein Film über seine eigene Generation, die durch den Krieg und die Besatzung daran gehindert wurde, unter normalen Verhältnissen erwachsen zu werden. Auch für die jungen Schauspieler, die in den folgenden Jahren zu Stars des polnischen Kinos wurden, ist es die Erzählung ihrer eigenen Geschichte. Wajda ist dadurch nicht nur ein geschichtlich interessanter Film gelungen, sondern auch ein spannender Jugendfilm.
Die Dreharbeiten für den Film begannen im März 1954. Die Uraufführung des Films fand am 26. Januar 1955 statt.

## Kritiken
„Wajdas Debütfilm wirft Fragen politischer und persönlicher Verantwortung und Einmischung auf. Sein Inszenierungsstil, die Darstellung des Widerstandes und die Zeichnung seines Helden unterliegt den offiziellen Richtlinien der damaligen polnischen Kulturpolitik, unterläuft jedoch gleichzeitig durch psychologische Motivation und individuelle Zeichnung die in den 1950er Jahren übliche Schilderung jener historischen Zusammenhänge.“